# Tarcza Honorowa Protektoratu Czech i Moraw z Orłem Świętego Wacława
Tarcza Honorowa Protektoratu Czech i Moraw z Orłem Świętego Wacława (cz. Čestný štít protektorátu Čechy a Morava s orlicí sv. Václava, niem. Ehrenschild des Protektorats Böhmen und Mähren mit dem Herzog-Wenzel-Adler) – odznaczenie Protektoratu Czech i Moraw, ustanowione dekretem Karla Hermanna Franka z 4 czerwca 1944 roku.

## Historia
Utworzenie odznaczenia rozważano już w 1942 roku, projekt ten zablokował jednak protektor Reinhard Heydrich. Odznaczenie ustanowiono dekretem wydanym przez ministra Karla Hermanna Franka 4 czerwca 1944 roku – w drugą rocznicę śmierci Heydricha, nadając mu imię świętego Wacława. Pierwsze nadanie odznaczeń miało miejsce 17 czerwca tego samego roku, odznaczono wtedy m.in. premiera Jaroslava Krejčíego.
Odznaczenie było nadawane w trzech stopniach: ze złotym wieńcem, ze srebrnym wieńcem i bez wieńca. Odznaka miała kształt tarczy o wysokości 24,5 mm i szerokości 22 mm. Autorem projektu odznaczenia był malarz Max Švabinský. 
Do końca wojny nadano najprawdopodobniej około 800 tarcz bez wieńca, 100 tarcz w srebrze i 30 tarcz w złocie.